# 安于晴
安于晴（英語：Charlene An Yu Ching，1990年5月17日—），本名黃琬晴（2020年改為黃捷蔝），臺灣女演員及模特兒，2016年簽約為海王天璽文化傳媒旗下藝人，出道僅一年便走紅，有「小林依晨」之稱。 。

## 簡歷
安于晴曾經就讀臺北市私立金甌女子高級中學，與昆凌為同窗，畢業於文化大學品牌行銷系，在校時期已兼職平面及廣告模特兒，2016年開始向影視界發展，報名參加戲劇訓練課程和簽約為海王天璽文化傳媒旗下藝人，往返中台兩地工作；出道一年便參演多部戲劇與影視作品，並因五官清秀且具有脫俗氣質，獲觀眾冠以「小林依晨」的稱號。
2023年1月初，安于晴與朋友到泰國跨年旅行期間，在曼谷中國駐泰大使館附近的臨檢站被當地警察攔截，訛稱攜帶違禁品電子煙而遭勒索2.7萬泰銖放行。泰國警方原指遭人抹黑，但隨後被前眾議院議員丘威（Chuwit Kamolvisit）公開相關監視器畫面，才改口承認警員失職，並開始深入調查。

## 演出作品

### 電視劇
| 首播   | 劇名     | 角色 |
| 2014年 | 遺忘     |      |
| 2015年 | 電競高校 |      |

### 電影
| 首播   | 劇名         | 角色   |
| 2016年 | 最完美的女孩 | 夏之煥 |
| 2016年 | 恐怖的中身   |        |
| 2016年 | 陳甘快跑     |        |
| 2017年 | 醉後愛上你   |        |
| 2018年 | 計中計       | 萱萱   |

### 網路劇
| 首播   | 劇名  | 角色   |
| 2018年 | N世代 | 小泡芙 |

### 網路電影
| 首播   | 劇名           | 角色   |
| 2017年 | 鬼拳3、4       | 雪沫   |
| 2017年 | 校花之巔峰對決 | 范琪琪 |
| 2019年 | 瘋狂行動       | Mary   |
| 2019年 | 狂暴大蜈蚣     | 晴晴   |
| 2019年 | 智鬥無雙       | 萱萱   |
| 2020年 | 海怪           | 曉寧   |

### 廣告
- 生活市集
- ORIKS 美甲
- 手機遊戲 九龍朝
- 台啤 蜂蜜啤酒 電梯篇

## 外部連結
- 安于晴Charlene的Facebook專頁
- 安于晴的Instagram帳戶
- 安于晴Charlene的新浪微博
- 安于晴在香港影庫上的簡介